# لئو پسکارولو
لئو پسکارولو (ایتالیایی: Leo Pescarolo؛ ۱۹۳۵ – ۲۴ مه ۲۰۰۶) تهیه‌کننده فیلم اهل ایتالیا بود.
از فیلم‌هایی که وی در آن‌ها نقش داشته‌است، می‌توان به گالیلئو، چه بر سر سولانژ آوردی؟، جوردانو برونو، کالبدگشایی، شیطان در بدن، مسیحی، زمانی برای کشتن، آتش‌بس، نبرد سه پادشاه، رقصنده در تاریکی و داگویل اشاره نمود.